# Syndicat national des inspecteurs en santé publique vétérinaire
Le Syndicat national des inspecteurs en santé publique vétérinaire (SNISPV) a pour objet la défense des intérêts moraux et matériels des inspecteurs de santé publique vétérinaires (ISPV) français quelle que soit l'administration dans laquelle ils travaillent afin qu'ils puissent effectuer leurs missions dans les meilleures conditions.
Le SNISPV est affilié à la Fédération générale autonome des fonctionnaires (FGAF) depuis le 28 janvier 2010.
Lors des élections professionnelles des inspecteurs de la santé publique vétérinaire du 15 octobre 2008, le SNISPV a remporté 574 voix (100 % des suffrages exprimés) et sept sièges sur sept.